# Treron aromaticus
El Vinago de Buru (Treron aromaticus) es una especie de ave columbiforme de la familia Columbidae.

## Distribución
Es endémico de la isla de Buru, en Indonesia.

## Estado de conservación
Está amenazada por la pérdida de hábitat y por su caza.